# Imane Khelif
Imane Khelif (in arabo إيمان خليف‎?, ʾĪmān Khalīf; Tiaret, 2 maggio 1999) è una pugile algerina.

## Carriera
Ai Campionati mondiali di pugilato dilettanti femminile 2018 a Nuova Delhi, Imane Khelif ha partecipato per la prima volta, classificandosi al 17º posto dopo essere stata eliminata al primo round. 
Ha rappresentato l'Algeria ai Campionati mondiali di pugilato dilettanti femminile 2019 a Ulan-Udė, dove si è classificata al 33º posto dopo essere stata eliminata al primo round da Natalia Shadrina. 

### Le prime Olimpiadi
Khelif ha rappresentato l'Algeria alle Olimpiadi estive di Tokyo 2020, dove è stata sconfitta dall'irlandese Kellie Harrington nei quarti di finale del torneo pesi leggeri femminili.
Ai Campionati mondiali di pugilato dilettanti femminile 2022 è diventata la prima pugile algerina a raggiungere la finale dopo aver sconfitto la pugile olandese Chelsey Heijnen; in finale è stata battuta dall'irlandese Amy Broadhurst. Nello stesso anno ha vinto la medaglia d'oro nella categoria sotto i 63 kg ai Giochi del Mediterraneo di Orano e ai Campionati africani dilettanti di pugilato del 2022 a Maputo.

### 2023: la squalifica e le controversie
Nel marzo 2023, Khelif è stata squalificata dai Campionati mondiali di pugilato dilettanti femminile 2023 poco prima del suo incontro per la medaglia d'oro contro Yang Liu in quanto non aveva superato un non meglio specificato "test di idoneità".
Secondo il Comitato Olimpico Algerino, Khelif era stata squalificata per motivi medici; rapporti successivi hanno indicato che i suoi livelli di testosterone erano troppo alti per competere. Successivamente, il presidente dell'IBA Umar Kremlev ha affermato che un test del DNA aveva mostrato che Khelif possedeva cromosomi XY e che "stava cercando di ingannare le sue colleghe e fingersi donna", sebbene l'ente non abbia reso pubblico né il risultato né la metodologia dei test, in quanto dichiarati "riservati".
Il Comitato Olimpico Internazionale ha successivamente affermato che Khelif era stata squalificata a causa degli alti livelli di testosterone riscontrati nel sangue della pugile algerina; in risposta, Khelif ha affermato che la squalifica era una cospirazione per impedire ad una pugile algerina di vincere. Le autorità algerine hanno presentato ricorso, subito respinto dagli organizzatori del campionato.
Quattro mesi dopo la squalifica, nel luglio 2023 vince la medaglia d'oro ai Giochi panarabi in Algeria.

### 2024: le Olimpiadi di Parigi
Nel gennaio 2024, Khelif è stata nominata ambasciatrice nazionale dell'UNICEF in Algeria.
Il 31 luglio 2024 l'IBA ha dichiarato che Khelif e altre atlete non sono state sottoposte a un esame del testosterone, ma "ad un test separato e riconosciuto, i cui dettagli rimangono riservati", e che "sono state ritenute avere vantaggi competitivi rispetto ad altre concorrenti donne". Il giorno seguente, il Comitato Olimpico Internazionale ha pubblicato una propria dichiarazione in risposta, affermando che la decisione dell'IBA era stata "improvvisa e arbitraria" e "senza alcun giusto processo"; inoltre secondo i verbali dell'IBA, questa decisione era stata inizialmente presa solo dal Segretario generale e CEO dell'IBA: il consiglio direttivo dell'IBA l'ha ratificata solo in seguito, richiedendo che fosse stabilita e regolamentata una procedura da seguire in casi simili in futuro, dovendo "stabilire una procedura chiara sui test di genere".
Come nel 2020, l'IBA è stata bandita dall'organizzazione delle Olimpiadi 2024 a causa di problemi di governance di lunga data, di scarsa trasparenza finanziaria e di numerosi presunti casi di corruzione nel giudizio e nell'arbitraggio: il CIO si è quindi assunto la responsabilità della gestione del pugilato al torneo olimpico, usando le regole delle precedenti edizioni, autorizzando così Khelif a competere, affermando che l'atleta rispettava "l'idoneità e le norme di ammissione alla competizione, nonché tutte le norme mediche applicabili". La decisione del CIO riguardo Khelif e la taiwanese Lin Yu-ting è stata oggetto di controversie e critiche, tra cui anche da parte dell'ex campione del mondo di pugilato Barry McGuigan. Sebbene il CIO non sottoponga gli atleti a test di genere, ha affermato che tutti gli atleti che competono a Parigi rispettano i requisiti di ammissibilità e di partecipazione alla competizione e che Khelif "è nata donna, è stata registrata come donna, ha vissuto la sua vita come donna, ha praticato il pugilato come donna, ha un passaporto femminile", dichiarazione ribadita anche dal presidente Thomas Bach in persona. Inoltre, relativamente alla squalifica dell'IBA, il CIO ha dichiarato che "dalla concezione del test, al modo in cui il test è stato condiviso con noi, al modo in cui i test sono diventati pubblici, è così fallace che è impossibile prenderla in considerazione".
Khelif ha ricevuto un'ondata di commenti negativi da parte di coloro che l'hanno infondatamente accusata di essere una donna transgender. Il Comitato Olimpico Algerino ha difeso Khelif, descrivendo la reazione nei confronti di Khelif come "attacchi non etici" e "propaganda infondata" e affermando di aver preso tutte le misure necessarie per proteggere la pugile algerina e il suo diritto a competere alle Olimpiadi.
Durante la conferenza stampa dell'IBA a Parigi il 5 agosto 2024, la posizione dell'organizzazione e del suo presidente riguardo alla natura dei test condotti è cambiata ed è diventata contraddittoria: inizialmente, l'IBA affermò che erano stati condotti test di genere, tuttavia, alla conferenza, il segretario generale Chris Roberts ha parlato di "test cromosomici", mentre Kremlev ha affermato che i test miravano a determinare i livelli di testosterone negli atleti. L'IBA ha anche affermato di aver utilizzato laboratori accreditati dall'Agenzia mondiale antidoping, ma la WADA ha negato il suo coinvolgimento in materia, affermando di occuparsi esclusivamente di questioni antidoping.
A seguito delle fake news e polemiche diffuse online dopo il trionfo di Khelif, la pugile ha presentato alla procura di Parigi una denuncia per cyberbullismo e molestie informatiche aggravate.
Nel torneo olimpico dei pesi welter femminile ha dapprima sconfitto l'italiana Angela Carini, a seguito del ritiro di quest'ultima dopo appena 46 secondi. La sera del 9 agosto 2024 Khelif ha vinto la medaglia d'oro sconfiggendo la cinese Yang Liu, campionessa mondiale in carica, e laureandosi prima medaglia d'oro olimpica del pugilato algerino femminile.

### 2025: ulteriore squalifica
Alla pugile è stata vietata dall'AIBA la partecipazione ai campionati mondiali di pugilato dilettanti femminile 2025 a causa dell'eccessiva presenza di testosterone rilevata nei test del 2023.